# Basketbol Gelişim Merkezi
Das Basketbol Gelişim Merkezi (deutsch Basketball-Entwicklungszentrum) ist ein Basketball-Sportzentrum in der Gemeinde Zeytinburnu der türkischen Metropole Istanbul. Der Komplex ist seit der Eröffnung die neue Heimspielstätte des Rekordmeisters Anadolu Efes SK, der neben der türkischen Liga Basketbol Süper Ligi, durch eine A-Lizenz, dauerhaft in der EuroLeague vertreten ist. Als weiterer Nutzer ist die Männermannschaft von Galatasaray Istanbul im Zentrum beheimatet.

## Geschichte
Nach dem Abriss der Abdi İpekçi Arena im Jahr 2018 wurde beschlossen, an derselben Stelle ein Basketball-Entwicklungszentrum zu errichten. Die Ausschreibung fand Ende 2021 statt. Das Projekt wurde der Öffentlichkeit im Juli 2022 vorgestellt. Die Anlage wurde im August 2024 in Betrieb genommen. Die türkische Basketball-Föderation bezog die Anlage am 9. September 2024. Die erste Sportveranstaltung fand am 15. und 16. September 2024 statt. Die offizielle Eröffnung fand am 29. September 2024 statt, als der türkische Präsidentenpokal der Männer zwischen Anadolu Efes und Fenerbahçe (83:82) gespielt wurde. Am 2. Oktober 2024 fand das Finale des FIBA SuperCup Women zwischen Fenerbahçe und Beşiktaş (79:63) statt.

## Merkmale
Das Basketball-Entwicklungszentrum wurde auf einer Fläche von 68.800 m² errichtet. Die Gesamtbaufläche beträgt 150.000 m². Neben der Haupthalle mit 10.000 Sitzplätzen verfügt der Komplex über eine zweite Halle für 1000 Besucher und drei weitere Hallen mit jeweils 500 Plätzen. Zudem steht ein Parkplatz für 417 Autos und 25 Bussen, ein Hotel für Sportler, ein Campcenter und ein Fitnesscenter zur Verfügung. Eine Basketball-Sporthochschule ist ebenfalls am Zentrum angesiedelt.

## Galerie

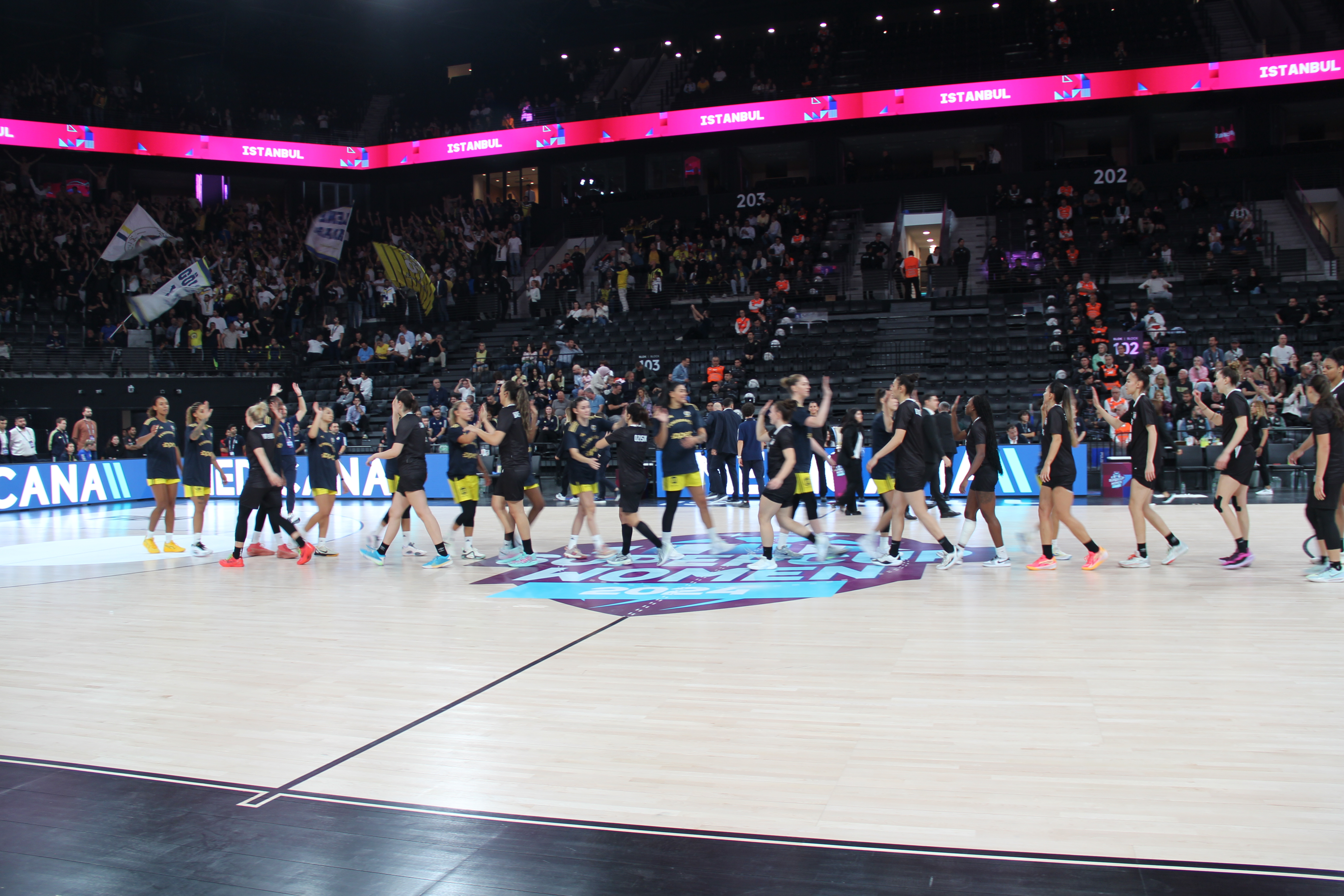
Am 2. Oktober 2024 fand das Finale des FIBA SuperCup Women zwischen Fenerbahçe Istanbul und Beşiktaş Istanbul (79:63) statt.
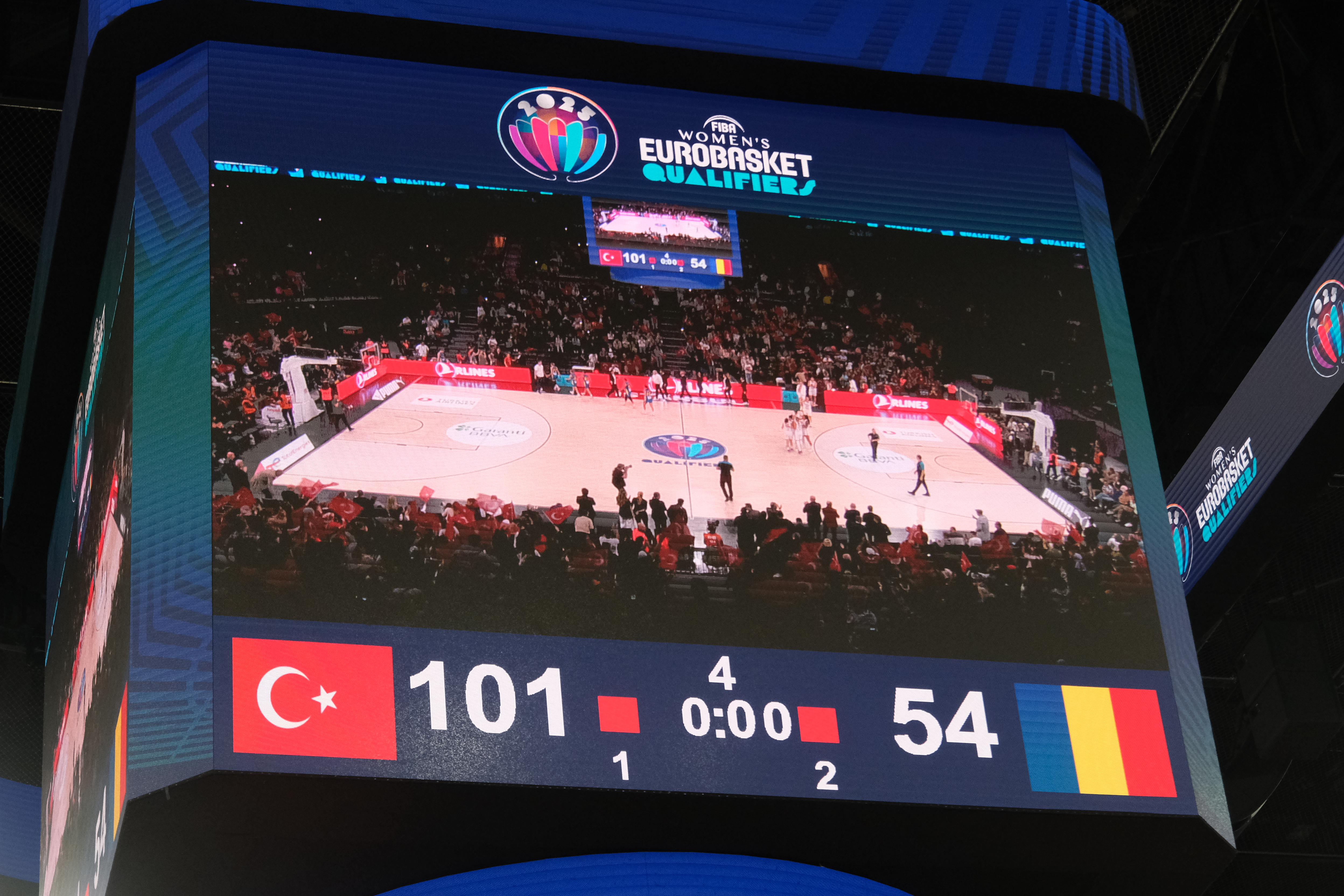
Der Videowürfel unter der Hallendecke